# John Craig
John Craig (Hoddam, Dumfries, 1663 – High Holborn, Londres, 11 de outubro de 1731) foi um matemático e teólogo escocês. Foi um dos primeiros a estudar o cálculo diferencial de Gottfried Wilhelm Leibniz (junto com Jakob Bernoulli e seu irmão Johann Bernoulli).
Filho de um pastor, Craig estudou a partir de 1684 na Universidade de Edimburgo com o Magister Artium em 1687, aluno de David Gregory. Quando ainda era estudante em Edimburgo foi para Cambridge em 1685 e lá publicou um trabalho matemático (Methodus figurarum lineis retis et curvis compreendensarum quadraturas determinandi), em que a notação de Gottfried Wilhelm Leibniz foi usada pela primeira vez na Inglaterra para a derivação ({\displaystyle {\frac {dy}{dx}}}). Citou o tratado recém publicado e não muito claro de Leibniz (Nova Methodus) sobre cálculo diferencial, que apareceu em 1684, mesmo que não tenha se aprofundado nele. Esta foi uma ocasião para Leibniz escrever um tratado para uma explicação mais detalhada em 1686 (De geometria recondita et analysi indivisibilium atque infinitorum). Em um tratado de Craig de 1693 (Tractatus mathematicus de figurarum curvilinearum quadraturis et locis geometris), o símbolo integral de Leibniz foi usado pela primeira vez na Inglaterra (foi elogiado por Leibniz na Acta Eruditorum). Também continha avanços na geometria analítica de seções cônicas. Em 1689 foi para a Inglaterra, onde teve vários cargos como clérigo na Igreja Anglicana, então foi desde 1692 vigário em Potterne em Wiltshire e a partir de 1696 em Gillingham Major. Em 1708 foi cônego da Catedral de Salisbury. Em 1726 foi clérigo em Gillingham e nos últimos anos de sua vida foi para Londres na esperança de encontrar um emprego como matemático.
Craig ensinava matemática e levava alunos para sua casa. Teve relações amigáveis com Isaac Newton, Edmond Halley e Abraham de Moivre e manteve contato com seu professor Gregory e com matemáticos escoceses como Colin Maclaurin.
De 1697-1710 publicou oito ensaios no Philosophical Transactions da Royal Society (incluindo sobre a espiral logarítmica, a braquistócrona e determinação da áreas). Em 1711 foi eleito fellow da Royal Society. Teve disputas com Ele liderou disputas com Jakob Bernoulli e Ehrenfried Walther von Tschirnhaus.
Em 1699 publicou um livro (Theologiae Christianae Principia Mathematica) no qual estabeleceu uma fórmula de probabilidade para a diminuição do valor probatório dos Evangelhos para a existência de Jesus e sua mensagem. A transmissão da mensagem do Evangelho, segundo ele, dependia do número de testemunhas e de quem a divulgasse. Ele diminuiu ao longo do tempo e finalmente atingiu zero, de onde ele derivou um limite superior para o tempo do Juízo Final (o ano 3144). Embora essa tentativa tenha sido mais tarde ridicularizada, Stephen Stigler a vê como uma contribuição subestimada à teoria das probabilidades (estimativa da probabilidade de eventos passados da tradição posterior com um modelo logístico).
Em 1718 publicou um livro sobre óptica (Quibus subjunguntur libri duo de optica analytica) usando a notação de análise de Newton e não a de Leibniz.